# Aerosuisse
Aerosuisse (Eigenschreibweise AEROSUISSE) ist der Dachverband der schweizerischen Luft- und Raumfahrt mit Sitz in der Bundeshauptstadt Bern.
Der im Mai 1968 gegründete Verband nimmt als Dachverband die Interessen der schweizerischen zivilen Luft- und Raumfahrt wahr. Sie vertritt alle an der Förderung und Erhaltung dieser Bereiche interessierten Kreise und koordiniert deren Bestrebungen.
Der Verband ist beteiligt an der Gestaltung der gesetzlichen Grundlagen im Bereich der schweizerischen Luft- und Raumfahrt und pflegt den Kontakt mit Regierung, Parlamentariern und beteiligten Behörden sowie den Medien. Vorsitzender ist der Flugkapitän und Nationalrat Thomas Hurter.
Um eine effiziente Vertretung der schweizerischen Luft- und Raumfahrt auf der parlamentarischen Ebene sicherzustellen wurde das Sekretariat der Parlamentarischen Gruppe Luft- und Raumfahrt (PGL) in den Verband eingegliedert. Die PGL informiert im Besonderen die Eidgenössischen Räte über aktuelle luftfahrtpolitische Themen.
Heute gehören dem Verband rund 130 Organisationen an:
- Linien- und Charterfluggesellschaften
- Unternehmen der Geschäfts-, Berufs-, Rettungs- und Arbeitsfliegerei der Allgemeinen Luftfahrt (General Aviation)
- Organisationen des Privatflugwesens und des Flugsportes
- Fliegerschulen
- die drei Landesflughäfen, zahlreiche Flugplatzgesellschaften, deren Organisationen sowie  die Interessengemeinschaften der Landesflughäfen
- Flugzeugunterhalt- und Handelsbetriebe sowie deren Berufsverband
- Unternehmen der Raumfahrtindustrie
- alle maßgebenden Verbände und Vereine der Luftfahrt, darunter Vereinigungen der Berufspiloten und des Flugsicherungspersonals
- Weitere Unternehmen mit Bezug zur Luftfahrt

## Publikationen
Der Verein gibt in regelmäßigen Abständen Berichte über Neuigkeiten und Veranstaltungen heraus:
- Vademecum, erscheint jährlich
- Aerosuisse Letter, periodisch
- Jahresberichte
- Studien